# Muntanyesa pirinenca
La muntanyesa pirinenca o erèbia pirinenca (Erebia gorgone) és una espècie de lepidòpter papilionoïdeu de la família dels nimfàlids (Nymphalidae) present als Països Catalans.

## Distribució
Endèmica dels Pirineus. Es troba al Balneari de la Panticosa, port de Benasque, port de la Picada, Port de la Bonaigua, Monts de Cabriols, Monts de l'Homme, port d'Envalira, port d'Aubisque i Tourmalet, Cauterets i Circ de Gavarnie.

## Hàbitat
Zones herboses entre roques i petites tarteres i pendents fortes dominades per gramínies. L'eruga s'alimenta de Poa annua, Poa alpina, Poa trivialis i Festuca ovina.

## Període de vol i hibernació
Una generació de mitjans de juliol fins a finals d'agost. Hibernació com a eruga en dues temporades.